# Heterolinyphia
Genre
Heterolinyphia est un genre d'araignées aranéomorphes de la famille des Linyphiidae.

## Distribution
Les espèces de ce genre se rencontrent en Inde, au Népal et au Bhoutan.

## Liste des espèces
Selon World Spider Catalog (version 16.5, 06/10/2015) :
- Heterolinyphia secunda Thaler, 1999
- Heterolinyphia tarakotensis Wunderlich, 1973

## Publication originale
- Wunderlich, 1973 : Linyphiidae aus Nepal. Die neuen Gattungen Heterolinyphia, Martensinus, Oia und Paragongylidiellum (Arachnida: Araneae). Senckenbergiana Biologica, vol. 54, p. 429-443.